# Orphelins tchèques
Les Orphelins tchèques (en tchèque Sirotčí svaz ou sirotčí bratrstvo) étaient des Hussites radicaux de Bohême. Ce mouvement, fondé en 1423, rassemblait pour l'essentiel l’aristocratie urbaine et grossit les rangs des Hussites de Bohême-Orientale, appelés Orébites et menés par Jan Žižka. 
Après la mort de Žižka (1424), ils furent dirigés par le prêtre Ambrož de Hradec, puis le prêtre Procope le Grand devient leur guide en 1428, et ils se choisirent Jan Čapek de Sány comme commandant militaire (1431-1434).
Ils conquirent de nombreuses villes :
- Kouřim
- Kolín
- Kuttenberg (dominion des Taborites)
- Trautenau
- Tachau (en 1427)
- Nové Město (en 1429)
- Jungbunzlau
- Königgrätz
- Dvůr Králové
- Weißwasser
- Bezděz
- Leipa-de-Bohême
- Litomyšl
- Náchod
- Aicha-en-Bohême
- Topoľčany en Slovaquie
- Skalica en Moravie

## Source
- (en) Cet article est partiellement ou en totalité issu de l’article de Wikipédia en anglais intitulé « Sirotci » (voir la liste des auteurs).